# كوم غريب
قرية كوم غريب هي إحدى القرى التابعة لمركز طما بمحافظة سوهاج في جمهورية مصر العربية. حسب إحصاءات سنة 2006، بلغ إجمالي السكان في كوم غريب 8023 نسمة، منهم 4309 رجل و3714 امرأة.